# Robert Kühner
Robert Kühner (Parigi, 15 marzo 1903 – Lione, 28 febbraio 1996) è stato un micologo francese.
Si è occupato di Basidiomiceti e, in particolare, degli Agaricales.
Dopo aver studiato alla Sorbona, è diventato insegnante a Lilla nel 1931 e in seguito professore presso la Università di Lione, dal 1938 al 1973.
Con Henri Romagnesi è stato coautore della monumentale Flore analytique des champignons supérieurs.

## Pubblicazioni
- Robert Kühner (1926) Contribution à l'étude des Hyménomycètes et spécialement des Agaricacées in Le Botaniste 17:1 pp. 1 - 224
- Robert Kühner & J. Boursier (1932) Notes sur le genre Inocybe: Les Inocybes goniosporées in Bulletin Trimestriel de la Société Mycologique de France (Trimestriel Bulletin of the French Mycological Society) 48:2 pp. 118 - 161
- Robert Kühner (1933) Études sur le genre Marasmius in Le Botaniste 25:1 pp. 57 - 114
- Robert Kühner (1938) Utilization du carmin acetique dans la classification des Agarics leucospores in Bulletin Mensuel de la Société Linnéenne de Lyon (Monthly Bulletin of the Linnaean Society of Lyon) 7 pp. 204 - 211
- Robert Kühner & Henri Romagnesi (1953), Flore analytique des Champignons supérieurs, 556 pp.
- Robert Kühner & Henri Romagnesi (1954), Compléments a la Flore Analytique: III. Especes nouvelles, critiques ou rares de Pleurotacées, Marasmiacées et Tricholomacées in Bulletin de la Société des naturalistes d'Oyonnax pour l'étude et la diffusion des sciences naturelles dans la région (Bulletin of the Oyonnax society of naturalists, for the study and diffusion of the natural sciences regarding the region) 8 pp. 73 - 131
- Robert Kühner (1980) Les Hyménomycètes agaricoides, in Bulletin Mensuel de la Société Linnéenne de Lyon (Monthly Bulletin of the Linnaean Society of Lyon) 49 pp. 1 - 1027